# Стежарениј (Муреш)
Стежарениј (рум. Stejărenii) насеље је у Румунији у округу Муреш у општини Данеш. Oпштина се налази на надморској висини од 449 m.

## Становништво
Према подацима из 2002. године у насељу је живело 242 становника.

### Попис2002.
| Расподела становништва по националности 2002.‍ | Расподела становништва по националности 2002.‍ | Расподела становништва по националности 2002.‍ | Расподела становништва по националности 2002.‍ | Расподела становништва по националности 2002.‍ |
| --------------------------------------------- | --------------------------------------------- | --------------------------------------------- | --------------------------------------------- | --------------------------------------------- |
|                                               |                                               |                                               |                                               |                                               |
| Румуни                                        | Румуни                                        |                                               | 173                                           | 71,5%                                         |
| Мађари                                        | Мађари                                        |                                               | 38                                            | 15,7%                                         |
| Роми                                          | Роми                                          |                                               | 8                                             | 3,3%                                          |
| Немци                                         | Немци                                         |                                               | 23                                            | 9,5%                                          |